# La Chapelle-Haute-Grue

La Chapelle-Haute-Grue este o comună în departamentul Calvados, Franța. În 1 ianuarie 2018 avea o populație de 76 de locuitori.